# Филип Бајковић
Филип Бајковић (Каиро, 20. мај 1910 — Београд, 15. фебруар 1985) био је учесник Народноослободилачке борбе, правник, друштвено-политички радник СФР Југославије и СР Црне Горе и народни херој Југославије. У периоду од 1953. до 1962. био је председник Извршног већа Скупштине НР Црне Горе, а од 1962. до 1963. и председник Народне скупштине НР Црне Горе.

## Биографија
Рођен је 20. маја 1910. године у Каиру, у Египту, где му је отац службовао. Ускоро је са породицом дошао у Краљевину Црну Гору, где је у Грађанима, код Цетиња, завичајном селу његовог оца, завршио основну школу. Затим се уписао у гимназију, коју је завршио школске 1929/'30. године у Цетињу. По националности је Црногорац, сељачког социјалног порекла. Детињство је провео у веома тешким материјалним условима, одвојен од оца, који се после Првог балканског рата, у коме је учествовао као добровољац, вратио у Каиро, а 1922. године тамо и умро. Као средњошколац, нарочито у старијим разредима гимназије, активно је учествовао у раду литерарне дружине „Скерлић“ и бавио се културно-уметничком и спортском активношћу.
У јесен 1930. године, уписао се на Правни факултет у Београду. Неколико месеци касније, због тешких материјалних прилика, запослио се у администрацији часописа „Мисао“, где је радио неколико година и упоредо полагао испите на Правном факултету. Доласком у Београд пришао је напредној студентској омладини и укључио се у револуционарни раднички покрет. Године 1932. примљен је у чланство Комунистичке партије Југославије (КПЈ). Две године касније, упућен је на партијски рад на Карабурми, где је у текстилној фабрици Владе Илића формирао партијску организацију и био биран за секретара у месном Спортском друштву „Београд“.
Године 1935, приликом провале партијске организације у земљи, откривена је и организација на Карабурми, па је Филип Бајковић ухапшен и осуђен на годину дана строгог затвора, који је издржао у Сремској Митровици и Нишу. По изласку са робије упућен је на одслужење војног рока, када је положио и два заостала испита на Правном факултету. Од 1938. до Априлског рата 1941. године, радио је као адвокатски приправник у Београду, с тим што је 1939. године поново ухапшен због своје комунистичке делатности.

### Други светски рат
Фашистички напад на Југославију априла 1941. године, затекао га је у Београду, а капитулација Југословенске војске у Црној Гори. Као члан Месног комитета КПЈ Бар, учествовао је у припремама за устанак, као и у самом устанку у барском срезу. Септембра 1941. изабран је за члана Месног (среског) комитета КПЈ Цетиње, а месец дана касније и за члана Бироа Окружног комитета КПЈ Цетиње. Фебруара 1942. постао је секретар Народноослободилачког одбора за срез Цетињски, а два месеца касније заменик политичког комесара Ловћенског партизанског одреда. На тој је дужности остао све до формирања Четврте црногорске пролетерске бригаде у којој је преузео дужност заменика политичког комесара Петог батаљона.
Крајем 1942. године премештен је у Прву пролетерску бригаду за руководиоца Политичког одељења (Политодела) бригаде, а у другој половини 1943. године одређен је за инструктора Централног комитета КПЈ за партијске школе у јединицама и на терену Далмације и Босне. Половином 1944. године ступио је на дужност у Одељење за заштиту народа (ОЗН) за Југославију. Нешто касније, док су се водиле борбе за ослобођење Београда, учестововао је у организовању Озне за Војводину.

### Послератни период
Након ослобођења Југославије, наставио је да ради у Озни за Југославију, где је 1948. године добио чин генерал-мајора и дужност помоћника министра за питање кадрова. Априла 1951. године, премештен је у НР Црну Гору, где је у међувремену до 1963. године обављао дужности:
- председника Привредног савета,
- потпредседника Владе НР Црне Горе,
- председника Извршног већа Народне скупштине НР Црне Горе од 16. децембра 1953. до 12. јула 1962. године,
- председника Народне скупштине НР Црне Горе од 12. јула 1962. до 5. маја 1963. године.

У истом периоду, почев од 1953. године, био је посланик у Скупштини СР Црне Горе и Савезној народној скупштини и члан Политбироа Централног комитета КП Црне Горе.
Од 1963. године вршио је дужности у Београду:
- Савезни секретар за индустрију СФРЈ,
- члан Савезног извршног већа (СИВ),
- потпредседник Савезне скупштине СФРЈ,
- члан Савета федерације од 1970. године.

Умро је 15. фебруара 1985. године у Београду. Сахрањен је 17. фебруара у Грађанима, код Цетиња.
Носилац је Партизанске споменице 1941. и осталих страних и југословенских одликовања, међу којима су — Орден народног ослобођења, Орден југословенске заставе са лентом, Орден Републике са златним венцем, Орден заслуга за народ са златном звездом, Орден братства и јединства са златним венцем, Орден партизанске звезде са сребрним венцем, Орден заслуга за народ са сребрним зрацима и Орден за храброст. Орденом народног хероја одликован је 27. новембра 1953. године.